# 西宁烈士陵园
西宁烈士陵园，俗稱鳳凰山陵園，位于中国青海省西宁市城中区，在南川河畔、鳯凰山側，为第三批青海省文物保护单位，公布日期为1959年3月16日，类型为近现代重要史迹及代表性建筑。
西宁烈士陵园的历史年代为现代。